# ジョイ・ラック・クラブ
『ジョイ・ラック・クラブ』（原題：The Joy Luck Club）は、1993年制作のアメリカ合衆国の映画。
20世紀初頭のサンフランシスコを舞台に、中国から移住して苦難の人生を生きてきた4人の女性と、アメリカ人として生まれ育った彼女たちの4人の娘たちの世代間の相違と心の絆を描いた作品。エイミ・タン原作の同名小説の映画化。オリバー・ストーン製作総指揮。

## あらすじ
ロサンゼルス。聡明なスーユアン（キュウ・チン）、リーダー格のリンド（ツァイ・チン）、芯の強いアンメイ（リサ・ルー）、気品あるインイン（フランス・ニューエン）の同世代の4人の女性は、マージャン卓を囲んで食事をしたりおしゃべりをしたりする会″ジョイ・ラック・クラブ″を作っていた。彼女たちには同じ年頃の娘がいる。スーユアンは多くを語る人ではなかった。スーユアンの娘ジューンは母親が前夫との双子の女児を捨てたことだけは許せずにいた。4ケ月前に他界した母スーユアンの代わりに会合に出席したジューン（ミンナ・ウェン）はその席で、リンドから中国にいる双子の姉の生存を知らされる。母はずっと2人の消息を捜していたという。双子の姉からの手紙には「妹のあなたが中国に来て母の話しを聞かせてほしい！」と書いてあるという。ほかの3人もそれぞれ過酷な人生を背負っていた。リンドは15歳で自分の意思とは関係なく、裕福な家に嫁がされた。相手は彼女より年下の少年だ。孫を欲しがり、彼女に辛くあたる姑を前にリンドは一計を案じて見事離婚し、やがて現在の夫と渡米した。娘のウェヴァリー（タムリン・トミタ）は、白人男性リッチとの結婚問題にも口を挟むしっかり者の母が疎ましい。だが、やがて2人はお互いを理解しあう。一方、インインは熱愛の末に夫と結ばれたが、夫の浮気三昧の日々に精神が不安定になっていく。ある日、考え事をしながらベビーバスで幼い長男を入浴させている途中で、溺死させてしまうという過去を持っていた。娘のリーナ（ローレン・トム）は建築士の夫と結婚するが、夫は金銭面にこと細かに口出しする男で、その結婚生活は愛のないものだった。インインは娘が自分と同じ苦しみを背負おうとしているのを知り、自分の辛い過去を話す。リーナは自分を本当に愛してくれる男性と再婚した。アンメイの母は貞淑な未亡人だったが、乱暴されてその男の第4夫人（死後、第1夫人になる）となった。母に引き取られたアンメイは、母の女としての深い苦しみを知る。母が苦しみに満ちた人生を閉じるために自殺した時、アンメイは母の分まで強く生きようと誓った。彼女の娘のローズ（ロザリンド・チャオ）は、ハンサムな白人青年テット（アンドリュー・マッカーシー）と結婚したが幸せは長く続かず、彼女に飽きたテッドは離婚を切り出す。アンメイは娘に「欲しいものを手に入れるには闘うのよ」と自信を与える。ローズとテッドの夫婦の絆は、以前にも増して固く結ばれた 。ジューンは中国へ旅立つ前に父から母親が双子を捨てたのは、戦火を逃れる中、母スーユアンが赤痢をこじらせ死にかけ、やむを得ずの選択だった話しを初めて聞く。母の国である中国の大地に降り立ったジューンは、始めて出会った姉たちと力強く抱きしめ合った。

## キャスト
※括弧内は日本語吹替
- ジューン - ミンナ・ウェン（佐々木優子）：スーユアンの娘
- ウェヴァリー - タムリン・トミタ（田中敦子）：リンドの娘
- リーナ - ローレン・トム（小林優子）： インインの娘
- ローズ - ロザリンド・チャオ（安達忍）：アンメイの娘
- スーユアン - キュウ・チン（磯辺万沙子）： ジューンの母
- リンド - ツァイ・チン（竹口安芸子）： ウェヴァリーの母
- インイン - フランス・ニュイエン（麻志那恂子）： リーナの母
- アンメイ - リサ・ルー（久保田民絵）： ローズの母
- テッド - アンドリュー・マッカーシー： ローズの夫
- ハロルド - マイケル・ポール・チャン（牛山茂）
- リン・シャオ - ラッセル・ウォン
- リッチ - クリストファー・リッチ　： ウェヴァリーの婚約者
- アンメイの母 - ヴィヴィアン・ウー
- チョン - ヴィクター・ウォン（小関一）
- テッドの母 - ダイアン・ベイカー